# Nogi
Nogi (japanska: 野木町?, Nogi-machi) är en landskommun (köping) i Tochigi prefektur i Japan.  